# 撒旦坑
〈撒旦坑〉（英語：The Satan Pit）是英國科幻電視劇《異世奇人》系列2的第9集，2006年6月10日在BBC One首播。這集的劇本由馬特·鍾斯編寫，並由占士·史特朗執導。在演員方面，大衛·田納特飾演的博士和比莉·派佩飾演的羅斯·泰勒是主角。
本集繼承上集，講述博士來到行星的地底後發現一個深坑，住在內裡的正是上古外星生物「野獸」（The Beast）。在博士和太空基地成員以及泰勒的通力合作下，眾人最終擊敗「野獸」，成功逃離一直圍繞黑洞運行的行星。這集共吸引608萬人收看，是整個系列2收看人數最低的一集，但依獲得正面的評價。

## 劇情
博士和太空基地的科學家艾達抵達地底，眼前的開關打開，是個深不見底的坑洞。出於安全考慮，代理船長扎克呼籲二人返回基地。此時，被「野獸」操縱的渥德星人追擊基地上的成員，包括考古學家托比、倫理學家達比、安全總管傑弗遜以及泰勒，「野獸」誓言要殺死眾人。鏡頭回到地底，博士和艾達聽從扎克的指令，打算乘坐升降機回到基地。然而，升降機的鋼索這時卻莫名其妙地斷裂。因此，博士和艾達只得困在地底。「野獸」對基地的成員和以及博士和艾達表示他是宇宙間所有魔鬼的化身，又指他在「時間和宇宙誕生前」因被擊敗而被禁錮在行星的地底。現在，他要逃出行星。
博士有見已無退路因而決定走進坑洞，他相信這或許能戰勝「野獸」，令眾人逃出生天。這時，達比指只要發放病毒就令被「野獸」控制的渥德星人動彈不得，但這種病毒必須在渥德星人在基地的居處才能有效地發放。於是，被困在駕駛艙的扎克建議眾人通過槽管到達居處，但是槽管並無空氣供應，因此扎克要給槽管注入空氣。換言之，眾人必須以最快速度到達渥德人的居處，否則就會缺氧而死。無奈地，眾人只好通過槽管逃亡，此時渥德星人追到，傑弗遜自動請纓向渥德星人開火，以替托比等人爭取更多時間逃走。儘管此舉達到目的，但傑弗遜卻因而犧牲。有見傑弗遜死去，眾人只能忍痛地繼續往渥德星人的居處逃走。這時，渥德星人再次追到托比身邊，他卻能全身而退。原來，托比一直被「野獸」附身，只好眾人未察感到。最終，眾人成功抵達居處，並把病毒發出，渥德星人紛紛倒下。
鏡頭再次回到博士這邊。此時，他已進入坑洞，並發現雖然他的太空衣已破爛，卻仍能呼吸。然後，他見到坑洞上的石壁記載「野獸」被擊敗和被困守的過程。博士試圖與「野獸」對話，但後者卻毫無反應。此時，博士明白一切﹕他眼前的「野獸」只餘下肉體，因其靈魂早已逃到托比身上，而博士被吸引到地底以及升降機的鋼索忽然中斷其實是調虎離山計，這麼一來就沒有人具足夠的能力阻止「野獸」的逃亡大計。
另一邊廂，托比已和眾人登上火箭，漸漸遠離行星。在坑洞的博士未有放棄，他決定中斷行星的能量，這樣行星和火箭會被黑洞吞噬，「野獸」則會與所有人同歸於盡。在火箭上的「野獸」也同時露出真身，在旁的泰勒怨中生智打破火箭的玻璃窗，令被「野獸」附身的托比首先被黑洞吸走。另一邊廂，博士試圖逃命，卻意外地發現之前因地震而消失的TARDIS。博士大喜，於是先救走在地底等待他的艾達，然後牽引火箭，令眾人免被黑洞吞食。然而，由於時間不足，博士無法救回恢復正常的渥德星人，於是托克向一眾渥德星人獻上致意。

### 前後連接
扎克聽到「野獸」要殺光眾人後，他以「火炬木小組」成員之名要求前者說明身份。火炬木小組是整個系列2的故事線，也是一個由英國政府成立，用以研究博士和各種神秘事件的組織。然後，「野獸」開始威嚇眾人，並預言泰勒將「戰死沙場」，所指的是系列2的最後一集《末日》中她必須離開地球和博士身邊才能保命。至於「野獸」指博士「殺死了整族的人」是指在時間戰爭中博士消滅其族人時間領主的事。在《仇人碰面》一集中，博士的天敵戴立克也提過此事。
另外，博士在進入坑洞時提到多個星球的神話均有長角的魔鬼，而這些魔鬼都是「野獸」。他提到的尤通尼亞人是舊版《異世奇人》中常見的外星生物；阿扎勒（Azal）則是1971年播出的《守護程序》的星球。隨後，博士對艾達表示他的族人「發明了黑洞」，指的是在時間領主為令行星取得能源而創造黑洞，此事可見於1973年和1976年播放的《三個博士》和《死亡刺客》。

## 製作
《異世奇人》的執行製作人拉塞爾·T·戴維斯指劇中的「野獸」劇組找來了漫畫家西門·比士利設計，蓋因他善於製作肌肉型的怪物。他又透露在構思初稿時原打算以〈撞毀大笨鐘〉中的斯里汀（Slitheen）作為服務太空基地的外星人，並深信「野獸」能協助他們脫離人類，取得自由，但劇組最終放棄此意念。戴維斯又指渥德星人這名字的由來其實是對英文字詞「古怪」（Ood）的文字遊戲。博士和「野獸」相遇的地方取景於京維石礦場。此外，渥德星人全由真人扮演。由於他們的眼睛比人類為小，演員們須在面具上刺孔。

## 發行和反響
〈撒旦坑〉2006年6月10日晚上在BBC One播映。在劇集播出的同時正直播英格蘭出戰2006年世界盃足球賽的首場比賽，這某程度上削減了這集的收視。當晚，共有550萬人觀看這集，收視率為35%，是當晚收視季軍，僅次於英格蘭對巴拉圭的賽事直播及長壽節目《急診室》。在隨後發佈的最終收視報告則指，當晚的觀看人數是608萬，是整個系列2收看人數最低的一集。
IGN在10分為滿分下給這集8.7分，稱讚劇中出色的電腦成像製作及劇情合理。《SFX》讚揚博士和泰勒的演出，又指這集有別於傳統的科幻作品，但指劇本有些瑕疵，比如博士輕而易舉的就能找回TARDIS。《Now Playing》認為對演員們的表現、音樂和特效做得很好，但花得太多時間講述博士與「野獸」會面，並批評博士犧牲眾人的決定。

## 資料來源
1. 1 2 3 4  . BBC.   [2012-03-24]. （原始内容存档于2021-01-29）.
2. ↑  . Outpost Gallifrey. 2006-06-11  [2013-12-06]. （原始内容存档于2006-06-15）.
3. ↑  Doctor Who Magazine: Series Two Companion (Royal Tunbridge Wells, Kent: Panini Comics). 2006-11-09, (14 - Special Edition).
4. ↑  Haque, Ahsan. . IGN. 2006-12-04  [2013-12-06]. （原始内容存档于2021-01-25）.
5. ↑  Golder, Dave. . SFX. 2006-06-12  [2013-12-06]. （原始内容存档于2006-07-03）.
6. ↑  Blumburg, Arnold T. . Now Playing. 2006-06-15  [2013-12-06]. （原始内容存档于2006-06-27）.

## 外部連結
- TARDISODE 9 （页面存档备份，存于）
- "The Satan Pit" episode homepage （页面存档备份，存于）
- 互联网电影数据库上撒旦坑的资料（英文）